# Danilo Caputo
Danilo Caputo (1984) è un regista e sceneggiatore italiano.

## Biografia
Dopo aver studiato musica e filosofia, si avvicina al cinema da autodidatta, realizzando il suo primo cortometraggio nel 2008.
Nel 2014 dirige un film sperimentale e auto-prodotto, La Mezza Stagione, che dopo un'anteprima al Karlovy Vary Film Festival procederà a vincere il premio come miglior film italiano al Rome Independent Film Festival (edizione del 2015).
Nel 2020 esordisce con la sua opera prima Semina il vento, una produzione italo-francese. Il film viene presentato in anteprima al Festival Internazionale del cinema di Berlino nella sezione Panorama, prima di essere distribuito al cinema in Italia e in Francia.

## Filmografia
- La mezza stagione (2014)
- Semina il vento (2020)

## Riconoscimenti
- 2015 - Miglior film italiano per La Mezza Stagione al Rome Independent Film Festival